# Joachim Nerés
Joachim Nerés (före adlandet 1731 Neresius, adlad Joachim von Nerès), född 1688 i Göteborg, död 20 augusti 1748 på Haneberg i Näshulta socken, var en svensk borgmästare, kansliråd och riksdagsman.
Joachim Nerés var son till apotekaren Peter Neresius. Han blev 1706 student vid Uppsala universitet och blev efter studierna 1708 extraordinarie amanuens vid riksarkivet. År 1709 blev han auskultant i Svea hovrätt, 1716 presidentsekreterare i kommerskollegium och 1716 kommissarie där. Nerés erhöll 1717 tillstånd att med bibehållen lön få vistas utomlands för studier men befann sig ännu efter ett år i Sverige då han utsågs att delta i en expedition till Madagaskar för att sluta avtal med kapare där. Då han befann sig i Amsterdam fick han dock underrättelsen om Karl XII:s död och beslutade då att avbryta uppdraget. I Amsterdam träffade han sommaren Joakim Fredrik Preis och utsågs som kommissionssekreterare hos generalstaterna till dennes medhjälpare. Familjen Nerés apotek förstördes i samband med stadsbranden i Göteborg 1721 och begärde därför i samband med att ny politieborgmästare skulle utses i Göteborg 1723 att hans namn skulle bli ihågkommet. Kunglig Majestät valde också att utse honom i samband med valet senare samma år, trots att han bara erhållit drygt hälften av rösterna i förhållande till sin motkandidat. Som Göteborgs borgmästare var han stadens representant vid riksdagarna 1726/1727 och då ledamot av sekreta utskottet samt av ekonomi- och kommersdeputationerna. Han var även holsteinska partiets kandidat som borgarståndets talman. Sedan Stockholms handelsborgmästare Axel Aulævill avlidit sökte Nerés förflyttning och utsågs 1728 i stället till handelsborgmästare i Stockholm. Redan 1729 utnämndes han dock i stället till kansliråd. Nerés var 1734 kommissarie vid de svenska förhandlingarna med Frankrike, vild förhandlingarna med Danmark samma år och vid förhandlingarna med Storbritannien och Ryssland 1735. Joachim Nerés adlades 1730 och introducerades 1731. Han 
deltog vid riksdagarna 1731, 1734, 1738–1739, 1740–1741, 1742–1743 och 1746–1747. Han var under dessa riksdagar 1731 ledamot av sekreta utskottet och 1734 ledamot av kammar-, ekonomi- och kommersdeputationerna. Nerés stödde Arvid Horn i hans utrikespolitik och kom efter dennes avgång som lantmarskalk att själv tvingas avgå som kansliråd.
Nerés efterlämnade en betydande förmögenhet. Det mest anmärkningsvärda i hans kvarlåtenskap var de stora bok- och musikaliesamlingarna, vilka innehöll instrument och noter. Våren 1751 skingrades samlingarna genom försäljning på Stockholms bokauktionskammare.